# Polders van Stoppeldijk en Cambron
De Polders van Stoppeldijk en Cambron vormen een complex van polders in het westelijk deel van het Land van Hulst.
De inpolderingsactiviteiten vonden hier plaats door de monniken van de Abdij van Cambron, die in 1223 een uithof stichtten in de buurt van het huidige Stoppeldijk, ten zuiden van de Saxvliet, die de toegang tot de haven van Hulst vormde. De monniken dijkten de volgende polders in: Hofipolder (waar het uithof zich bevond), Santpolder, Nieulantpolder, den Suiden Havinck, Nieuwen Havick, Zoot Wael, Zootpolder, Scharlaken, Casteelpolder, Cleyn Copwyck en Haeyken, Schreydyckpolder, Weelden, Strihee, Poucke, Groot Copwyck en Baeyaartpolder.
Ten gevolge van de inundatie van 1585 liepen al deze polders onder water. Ten westen van deze voormalige polders ontstond het Hellegat, dat de nieuwe scheepvaartweg naar de haven van Hulst zou worden. Pas vanaf 1643 begon de herdijking. Het betrof de volgende polders:
- Stoppeldijkpolder
- Groot-Cambronpolder
- Hulster Nieuwlandpolder
- Havikpolder
- Klein-Cambronpolder